# Olcsva
Olcsva község Szabolcs-Szatmár-Bereg vármegyében, a Vásárosnaményi járásban.

## Fekvése
A Szatmári-síkságon fekszik, Vásárosnamény déli szomszédságában, a Kraszna és a Szamos folyók között, illetve 1969 óta Vitka falu olcsvai részével a Kraszna bal partján.

### Megközelítése
Csak közúton közelíthető meg, Vásárosnamény vagy Olcsvaapáti felől, a 4119-es úton. Határszélét nyugaton érinti még a 4117-es út is.
A 41-es főút mintegy 4-5 kilométerre húzódik a településtől. A Szamoson kompjárat közlekedik: ez a túlparton fekvő Olcsvaapátival biztosít összeköttetést.

## Története
A Kaplony nemzetség alapítása; neve szláv eredetű, jelentése: égerfa. A 14. század folyamán a nemzetség különböző ágai: a Bagossy, Csomaközy, Károlyi, Vetéssy családok osztoztak rajta. Az 1334. évi, Dobos és Olcsa közti határjárás során már Apáti neve is felmerült. 1396-ban már a két birtok együtt szerepel. Ez évben ugyanis a két falu egyharmad részét Czudar Jakab és György, egyharmad részét a Bagossy család, egyharmad részét a Károlyi család kapta. A Károlyi család 1408-ban a Szamos-on hajómalmot épített. A Czudarokkal való közös birtoklás állandó viszályt eredményezett, ami a 15. században végig tartott. Egy 1755-ből való leírás szerint a falut a Kraszna folyó folyása ketté osztja, „azon híd vagyon, által szintén a kastélynak, egyik ága be a kastélyba, a másik, az kinek merre vagyon útja, mehet rajta”. A templom felőli részét Olcsvának, ahol a kastély van, Láznak nevezik. Olcsvának erődített kastélya volt. Ezt 1561-ben Ferdinánd király hadai megostromolták és elfoglalták. 1562. március 9-én Csornán (a Szt. Mihály-egyház kolostorában) kelt gr. Nádasdy Tamás adománylevele az addig hűtlenségbe esett Serédi István által bírt Olcsva kastélyáról és más birtokokról. Később századokon át a Károlyi család birtokában volt. Balogh István adatgyűjtése szerint a Károlyiak a 17. században több épületből álló emeletes kastélyt építettek a faluban. A kastélyban levő kápolnát 1679-ben az elpusztult ecsedi kistemplomból származó, Szűz Máriát ábrázoló oltárképpel szerelték fel. Ezt a kastélyt 1703 tavaszán a tatárok vagy kurucok Vay Ádám biztatására felégették. Károlyi Sándor gróf 1708-1709-ben újjáépíttette a kastélyt, amikor állandó lakhelyét Nagykároly-ból Olcsvára tette át. Beosztását maga rajzolta meg. A Károlyi család levéltárában fennmaradt egy tollrajz „Gr. Károlyi Ferenc residentialis kastélya Olcsván 1727-ben” felirattal. Ferenc Károlyi Sándor egyetlen fia volt. Károlyi László 1710-ben pestisben halt meg Olcsván, és az Asszonyréten temették el. Tetemeire Károlyi Sándor Szt. Fábián és Sebestyén tiszteletére az olcsvai kastély előtti dombon kápolnát építtetett. 1725. június 3-án utasítja Ács Lőrincet: „Mint-hogy a kápolna tégláját elpazarlottad….valahol mi terméskövet találsz, mind hozasd a kápolna fundamentomához….” 1732. november 22-én kelt Eudescher Kaspar naményi kőműves és pallér elismervénye, mely szerint az olcsvai kápolna-szoba pucolásáért és meszeléséért frt 15 xr 55-öt felvett.
A falu határa feltáratlan bronzkor-i földvárat és temetőt rejt, ez a vidék tehát igen régtől lakott volt. A honfoglalás előtt itt lakó szláv népek után nem maradt más, mint a település neve, amely az égerfás jelentésű szláv Olbsa szóból alakult ki; 1401-ben Olthua, 1419-ben Olchwa alakban írták. 1325-ben Zunga Péter és rokonai a Bagossyak, valamint a Kaplon nemzetség osztoztak rajta. 1363-ban ura Olcsvay László lett. 1396-ban a falu egyharmad része a Czudar család, egyharmada a Bagossy család, egyharmada a Károlyiak kezén volt, de ez a közös birtoklás állandó viszálykodással volt terhes: 1421-ben például a Reszegei, Pelsőczi és az Ónodi Czudar családbeliek megrohanták a községet, felgyújtották, lakosait elhurcolták. 1472-ben Vetésy István adományt kapott a község felére. 1513-ban Lónyay Menyhértné szerzett benne jószágot, 1561-ben Ferdinánd király hadai megostromolták az olcsvai erődített kastélyt és elfoglalták. Ekkor a Székely Antal, Gáspár és Boldizsár kaptak vitézségükért birtokot a településen, amelynek a 17. századtól a 19. század derekáig a Károlyi család volt a főbirtokosa. Emeletes kastélyuk is volt itt (a leírások szerint több épületből állt), egyes adatközlők szerint 1703 tavaszán a tatárok, vagy Vay Ádám biztatására a kurucok gyújtották fel, mások szerint gróf Károlyi Antal romboltatta le. Öt esztendő múlva, amikor Nagykárolyból Olcsvára költözött, gróf Károlyi Sándor újjáépíttette, még a beosztását is ő rajzolta meg. Szatmár vármegye katonai leíróinak szeme elé 1782–85 között a következő kép tárult: A települést kettészelő Kraszna (folyó) 50–70 lépés széles, mocsaras medrű, de iható vizű volt; az erdő egy része cserjével benőtt ritkás gyümölcsfákból állt, a rétek csak áradáskor lettek vizenyősek. 1851-ben és 1888-ban az árvíz okozott sok kárt a faluban, amelynek a Szatmár vármegyei monográfia szerint a 20. század elején nem volt nagyobb birtokosa. Ebben kisközségként jegyezték föl a Kraszna  mellett, a megye északnyugati sarkában, 146 házzal, benne 890 lakossal és 1719 holdnyi határral, népkönyvtárral és függetlenségi körrel.

## Közélete

### Polgármesterei
- 1990. szeptember–1990. december: Tóth István (független)[4]
- 1990–1994: Huszti József (független)[5]
- 1994–1998: Huszti József (független)[6]
- 1998–2002: Huszti József (független)[7]
- 2002–2006: Huszti József (független)[8]
- 2006–2010: Huszti József (független)[9]
- 2010–2013: Huszti József (független)[10]
- 2013–2014: Huszti József (független)[11]
- 2014–2019: Huszti József (Fidesz-KDNP)[12]
- 2019–2024: Borbás Judit (független)[13]
- 2024– : Borbás Judit (független)[1]

A településen 2013. augusztus 25-én időközi polgármester-választást (és képviselő-testületi választást) tartottak, az előző képviselő-testület önfeloszlatása miatt. A választáson a hivatalban lévő polgármester is elindult, és magabiztos győzelemmel erősítette meg pozícióját.

## Népesség
A település népességének változása:
| Lakosok száma | 648  | 661  | 695  | 672  | 697  | 690  | 674  |
|               | 2013 | 2014 | 2015 | 2021 | 2022 | 2023 | 2024 |

2001-ben a település lakosságának 88,5%-a magyar, 21,5%-a cigány nemzetiségűnek vallotta magát.
A 2011-es népszámlálás során a lakosok 88,5%-a magyarnak, 18,7% cigánynak, 0,2% németnek, 0,2% ruszinnak, 0,3% ukránnak mondta magát (11,4% nem nyilatkozott; a kettős identitások miatt a végösszeg nagyobb lehet 100%-nál). A vallási megoszlás a következő volt: római katolikus 5,8%, református 62,1%, görögkatolikus 2%, evangélikus 0,5%, felekezeten kívüli 6,1% (17,3% nem válaszolt).
2022-ben a lakosság 91,4%-a vallotta magát magyarnak, 16,8% cigánynak, 1% ukránnak, 0,3% ruszinnak, 2,3% egyéb, nem hazai nemzetiségűnek (8,6% nem nyilatkozott; a kettős identitások miatt a végösszeg nagyobb lehet 100%-nál). Vallásuk szerint 3% volt római katolikus, 46,3% református, 2% görög katolikus, 3,9% egyéb keresztény, 0,3% evangélikus, 0,3% ortodox, 7,5% felekezeten kívüli (36,6% nem válaszolt).

## Nevezetességei
A község régi református temploma középkori (egyes adatok szerint Mátyás király korabeli) egyhajós, torony nélküli épület volt, alacsonyabb szentéllyel és a nyugati homlokzata előtt fatoronnyal. 1922-ben még állt a 18 m hosszú és 19 m széles, támpillér nélküli, boltíves szentélyű templom. A négy fiatornyos fatorony 1770-ben épült, hasonlított a gemzseihez, de annál karcsúbb volt. A gyülekezet modern templomot szeretett volna magának, a korabeli műemlékvédelem azonban hosszas huzavona során sem tudta megakadályozni a régi templom lebontását, így azt 1928-ban lebontották. Másfél év alatt helyére nagyméretű neogótikus, terméskőből, tégladíszítéssel készült református templomot emeltek, amelyet 1929. október 31-én, a reformáció ünnepén avattak fel.
Helytörténeti érdekességek:
Károlyi Sándornak, a Rákóczi-szabadságharc neves hadvezérének és a szatmári béke létrehozójának fia, gróf Károlyi Ferenc 1705-ben született Olcsván. Bőkezű mecénása lett a korabeli tudománynak és művészetnek, Nagykárolyban könyvnyomdát is alapított. Nyíregyháza neki köszönheti, hogy a török kiűzése utáni haldoklásából újjászületett. Ő telepítette be ugyanis Békés vármegyéből és Felvidékről a szlovákokat, akik az új Nyíregyháza alapját teremtették meg.
Természeti értékei:
A falu régebbi részének közepén van a Holt-Kraszna medre. A Szamos és a Kraszna folyók környezete sok szépséget kínál. A vízkivételi művel szemben 4 fehér nyárfa áll, törzsük mintegy 3 méter vastag (az egyik ikertörzsű) 25 méter magasra szökkennek fel